# 14621 Tati
För andra betydelser, se Tati (olika betydelser).
14621 Tati eller 1998 UF18 är en asteroid i huvudbältet som upptäcktes den 22 oktober 1998 av den australiensiske amatörastronomen John Broughton vid Reedy Creek-observatoriet. Den är uppkallad efter den franske komikern och regissören Jacques Tati.
Asteroiden har en diameter på ungefär 3 kilometer.